# Église Saint-Martin de Courcoury
L'église Saint-Martin de Courcoury est une église romane des XIe – XIIe siècles située à Courcoury en Saintonge, dans le département français de la Charente-Maritime, en région Nouvelle-Aquitaine.

## Historique
Même si un premier édifice fut construit au XIe siècle, seule une partie des murs de la nef en subsistent. L'essentiel du bâtiment, dont le clocher et le chevet, date de la seconde moitié du XIIe siècle. Le XVe siècle a vu l'ajout d'une chapelle gothique et l'allongement de la nef de neuf mètres en 1770 a eu pour conséquence la construction d'une nouvelle façade dans un style néoclassique.

## Description
Bâtiment à nef unique dont le chevet est l'élément le plus remarquable de l'extérieur. La présence d'un toit presque plat sur le clocher carré renforce son aspect massif. 
Le fronton triangulaire du XVIIIe siècle surmonte une baie rectangulaire dont le vitrail, comme tous les autres, a été réalisé en 1869.

## Protection
L'église Saint-Martin dans sa totalité fait l'objet d'une inscription au titre des monuments historiques depuis le 22 avril 2003.

## Galerie de photos

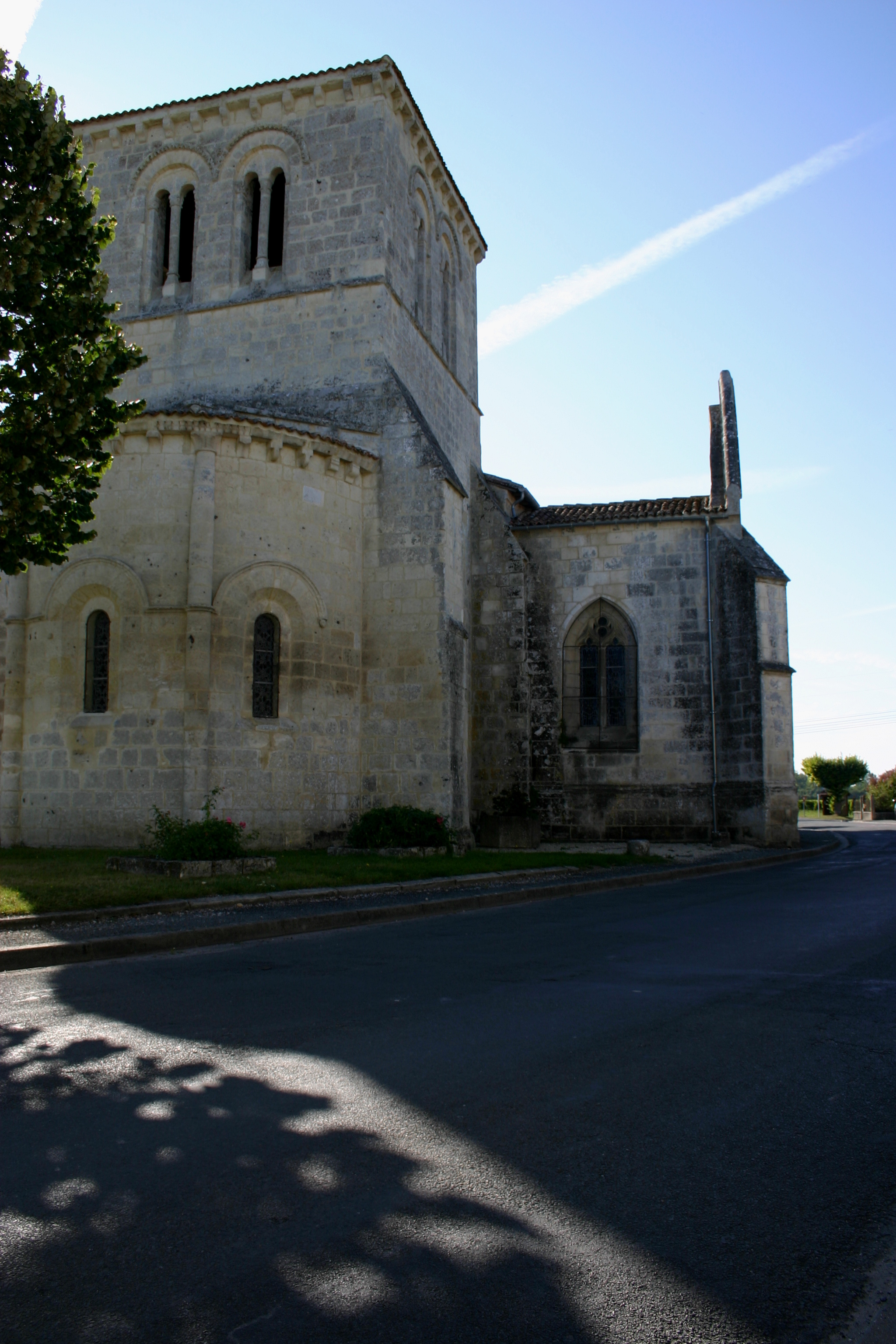
Vue extérieure de l'église.
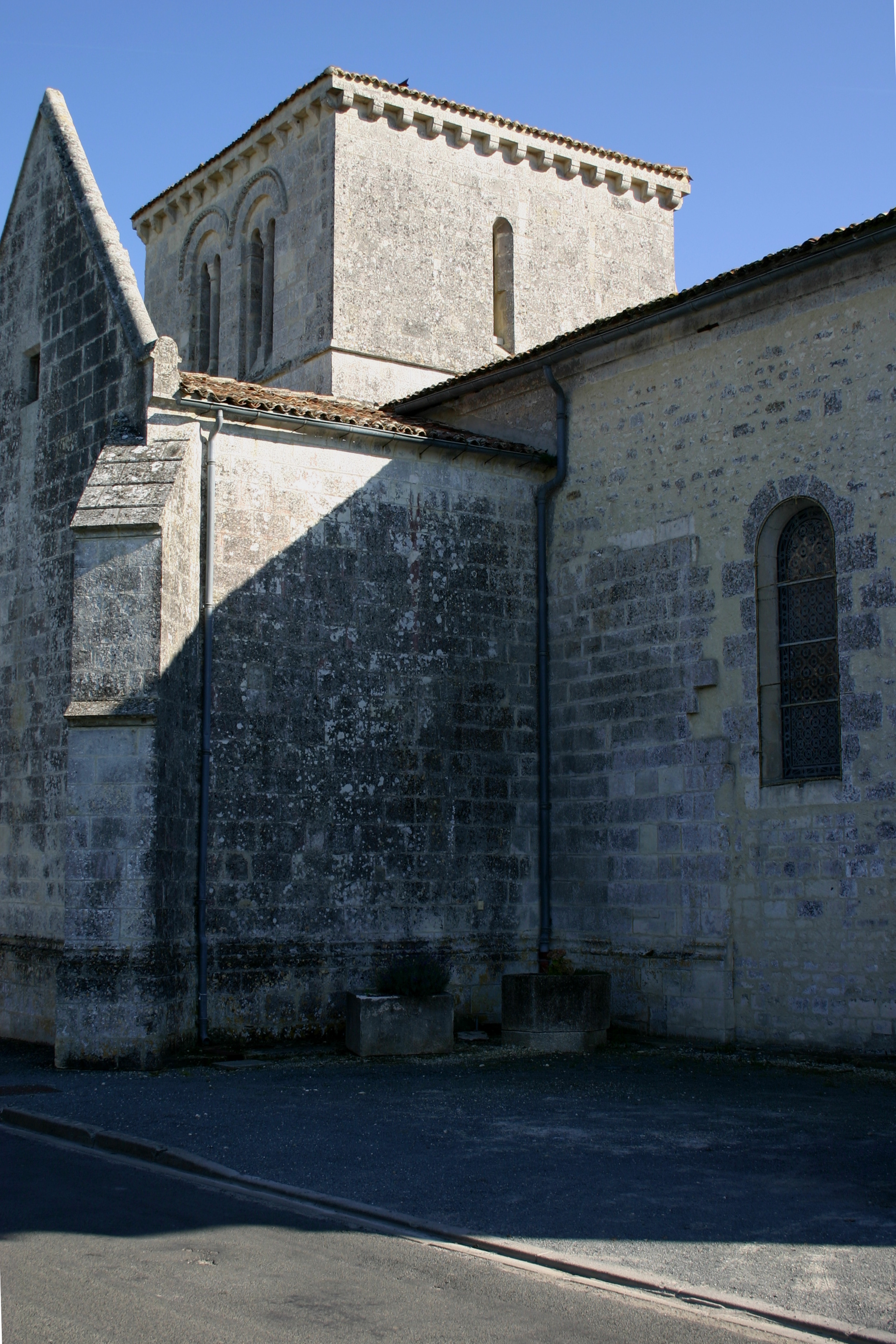
Vue extérieure de l'église.
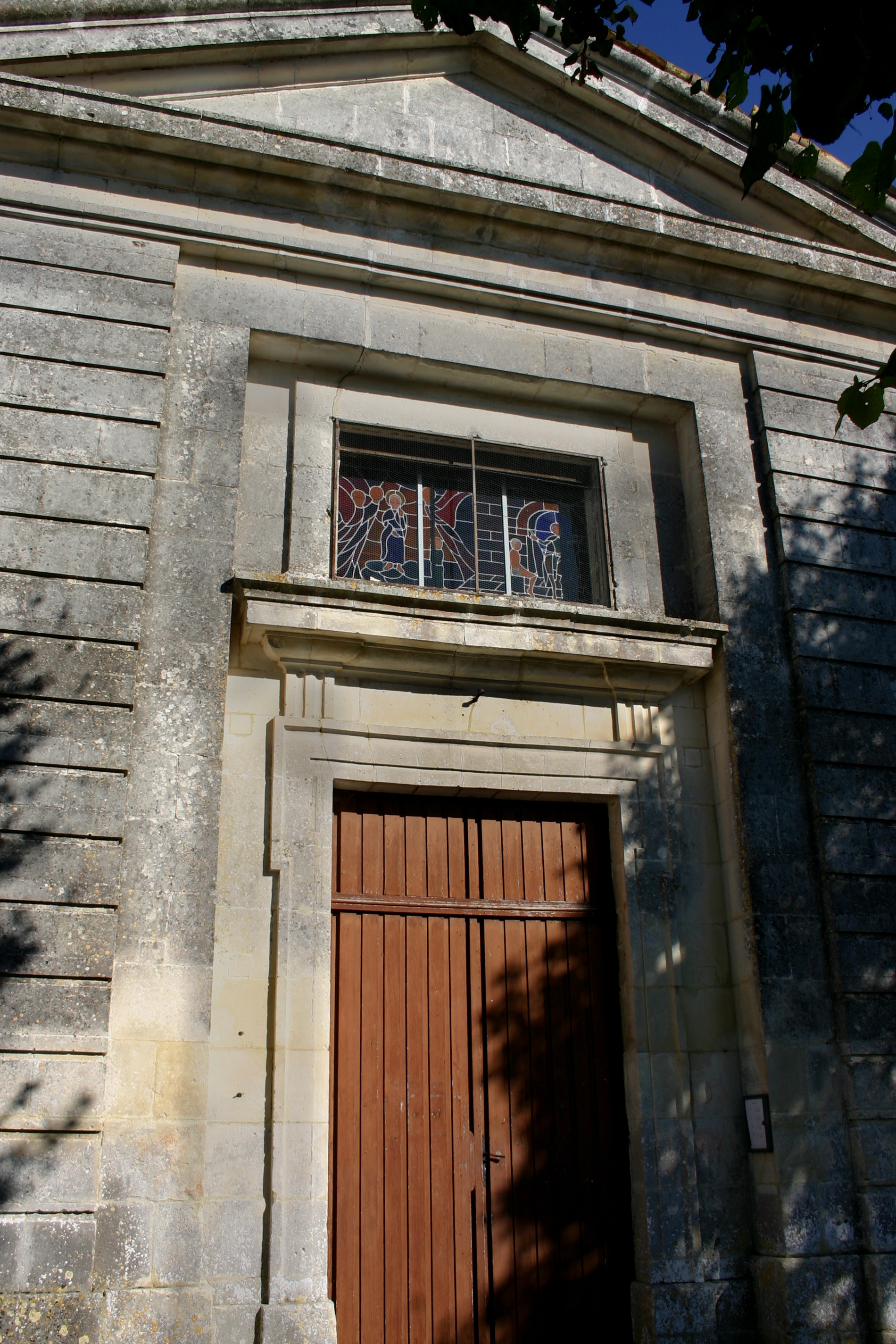
Façade néoclassique avec son fronton triangulaire.